# Municipio de Perry (condado de Buchanan)
El municipio de Perry (en inglés: Perry Township) es un municipio ubicado en el condado de Buchanan en el estado estadounidense de Iowa. En el año 2010 tenía una población de 3252 habitantes y una densidad poblacional de 34,83 personas por km².

## Geografía
El municipio de Perry se encuentra ubicado en las coordenadas 42°30′20″N 92°1′9″O / 42.50556, -92.01917. Según la Oficina del Censo de los Estados Unidos, el municipio tiene una superficie total de 93.37 km², de la cual 93,29 km² corresponden a tierra firme y (0,08 %) 0,08 km² es agua.

## Demografía
Según el censo de 2010, había 3252 personas residiendo en el municipio de Perry. La densidad de población era de 34,83 hab./km². De los 3252 habitantes, el municipio de Perry estaba compuesto por el 98,03 % blancos, el 0,34 % eran afroamericanos, el 0,22 % eran asiáticos, el 0,03 % eran de otras razas y el 1,38 % eran de una mezcla de razas. Del total de la población el 1,29 % eran hispanos o latinos de cualquier raza.